# Waigeum pratti
Waigeum pratti är en fjärilsart som beskrevs av George Thomas Bethune-Baker 1913. Waigeum pratti ingår i släktet Waigeum och familjen juvelvingar. Inga underarter finns listade i Catalogue of Life.